# Jakobine Motz
Jakobine Motz (geboren 1967) ist eine deutsche Kamerafrau und Filmeditorin.

## Leben und Wirken
Jakobine Motz wuchs in der DDR auf. Sie studierte von 1988 bis 1994 Kamera an der Hochschule für Film und Fernsehen, heute Filmuniversität Konrad Wolf, in Potsdam-Babelsberg. Als DAAD-Stipendiatin folgte im Anschluss bis 1995 ein Studienaufenthalt in Ghana am National Film and Television Institute (NAFTI).
Ein Aufbaustudium für Cinematography von 1996 bis 1998 am American Film Institute (AFI) in Los Angeles beendete sie mit einem Master of Fine Art. Anschließend unterrichtete sie bis 2003 an der Filmuniversität Konrad Wolf den Kameranachwuchs.
Motz arbeitet seit ihrem Studium als Kamerafrau, als Editorin und Filmautorin sowie als Dozentin an der Filmuniversität Babelsberg, an der Deutschen Film- und Fernsehakademie Berlin (DFFB) und der Hochschule der Medien Stuttgart. Zu ihren Filmarbeiten gehören Dokumentar-, Spiel- und Experimentalfilme.
Auch in den Bereichen Bildende Kunst und Theater ist sie als Kamerafrau aktiv.
Filme, an denen sie mitgearbeitet hat, wurden beim Sundance Filmfestival und bei den Internationalen Filmfestspielen Venedig gezeigt. Zu ihren Arbeiten gehören preisgekrönte Filme wie Freedom Bus, Kick in Iran, Behauptung des Raumes und Detektive.
Im Rahmen der Ausstellung German Women behind the Camera 2019 im Museum of Modern Art (MoMa) New York, wurden Arbeiten von ihr präsentiert.
Anlässlich der 75. Internationalen Filmfestspiele Berlin 2025 wurde Jakobine Motz in die Jury des Friedensfilmpreises berufen.

## Filmografie (Auswahl)
- 1991: Aus dieser Welt, Kurzspielfilm (Regie)
- 2004: Klaus Kuron – Spion in eigener Sache, Dokumentarfilm, Regie: Thomas Knauf
- 2006: Das Geheimnis der falschen Mutter, TV-Film, Regie: Matthias Glasner
- 2007: Solo für Sanije, Dokumentarfilm, Regie: Alexandra Czok
- 2008: Kick in Iran, Dokumentarfilm, Regie: Fatima Geza Abdollahyan
- 2009: Behauptung des Raums, Regie: Claus Löser
- 2011: Freedom Bus, Dokumentarfilm, Regie: Fatima Geza Abdollahyan
- 2018: Adam & Evelyn, Kinofilm, Regie: Andreas Goldstein[5]
- 2024: Stolz & Eigensinn, Dokumentarfilm, Regie: Gerd Kroske